# يوديد النحاس الأحادي
 يوديد نحاس الأحادي مركب كيميائي له الصيغة CuI ، ويكون على شكل مسحوق بلوري أبيض مسمر.

## الخواص
- حالة أكسدة النحاس في هذا المركب +1 كما يشير الاسم.
- مركب يوديد النحاس الأحادي غير منحل في الماء، لكنه ينحل في محاليل الأمونياك والثيوسيانات.
- يؤدي تسخين المركب إلى تغير لونه إلى اللون الأصفر، وبمتابعة التسخين إلى اللون البني. بالتبريد يعود إلى لونه الأصلي.

## التحضير
يحضر مركب يوديد النحاس من تفاعل يوديد البوتاسيوم مع كبريتات النحاس الثنائي. في هذا التفاعل تحدث أولا عملية اختزال للنحاس الثنائي إلى النحاس الأحادي بواسطة أنيون اليوديد. كاتيونات النحاس الأحادي ترتبط عندئذ مع أنيونات اليوديد حسب المعادلة:
Cu 2+ + I - → Cu+ + 1/2 I2
Cu+ + 2 I - → CuI
Cu 2+ + 2 I - → CuI + 1/2 I2

## الاستخدامات
- تستخدم معادلة تحضير يوديد النحاس الأحادي من أجل التحليل الكمي لفلز النحاس، حيث يعاير اليود الناتج بملح الثيوسلفات.
- بسبب تغير لونه مع ارتفاع درجة الحرارة، يستعمل كمؤشر لوني على تغير درجة الحرارة. هذا التغير اللوني يكون واضحا في حالة تشكيله للملح المزدوج مع يوديد الزئبق الثنائي.

2CuI + HgI2 → Cu2HgI4
ويكون التغير اللوني حسب درجة الحرارة كما في الجدول أدناه
| 20° س | 40° س | 70° س |
| ----- | ----- | ----- |
| أبيض  | أحمر  | أسود  |